# 舒伯特史蒂夫特廣場
51°18′02″N 6°43′59″E / 51.300514°N 6.732962°E

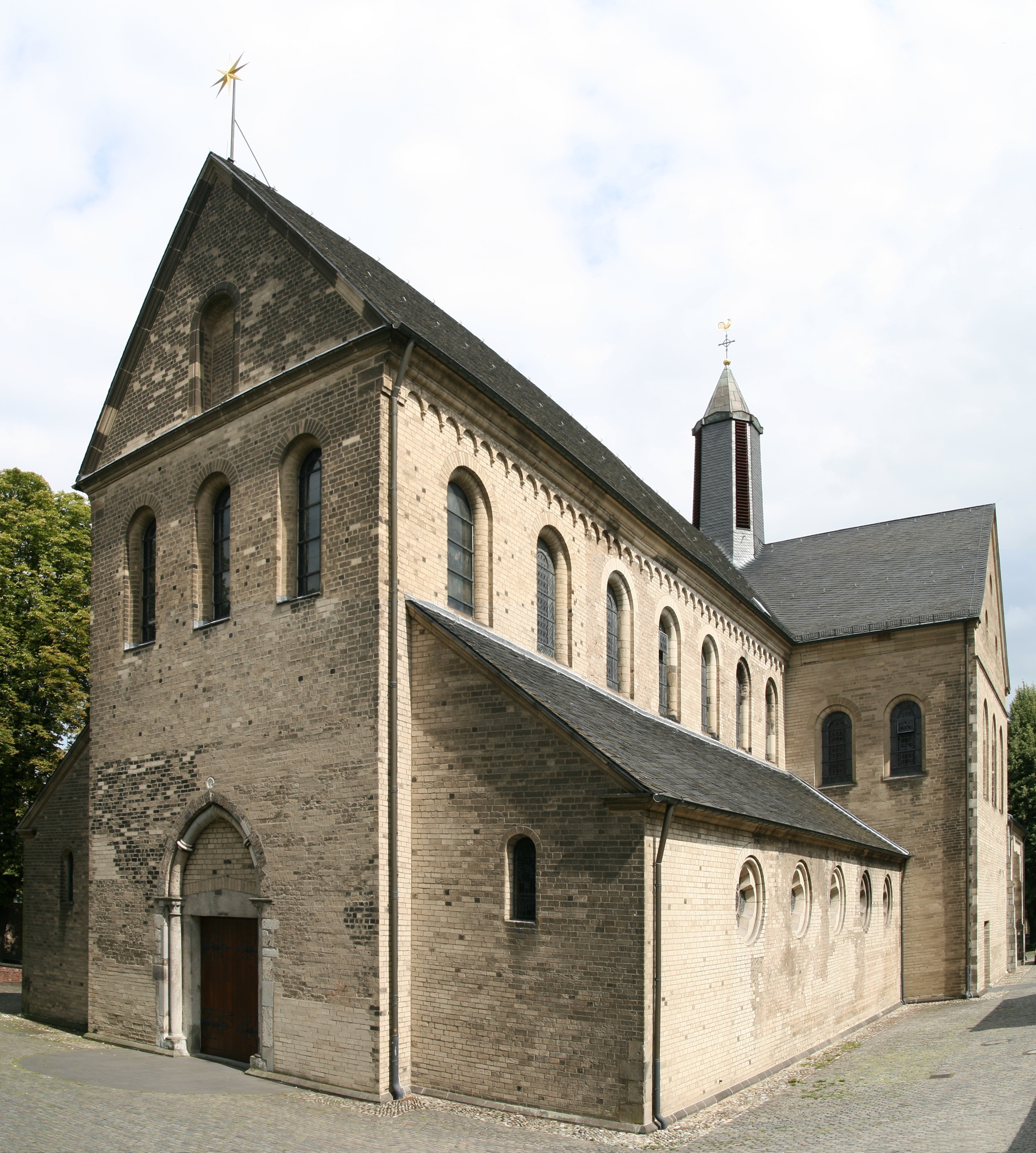
聖舒伯特教堂

舒伯特史蒂夫特廣場是位於德國杜塞道夫市凱澤斯韋爾特環繞著聖舒伯特教堂的小型廣場及建築群，該建築群為18世紀時興建，自1982至1983年起被當局列為文化建築。建築群西濱萊茵河，南面凱澤斯普法爾茨凱澤斯韋爾特遺址，北臨凱澤斯韋爾特市場。

## 歷史
七世紀之前，一名盎格魯-撒克遜傳教士舒伯特於萊茵河畔創辦修道院，聖舒伯特教堂，是一幢羅馬式建築。18世紀初西班牙王位繼承戰爭時，凱澤斯韋爾特遭受戰火波及，1702年戰後重建教堂。

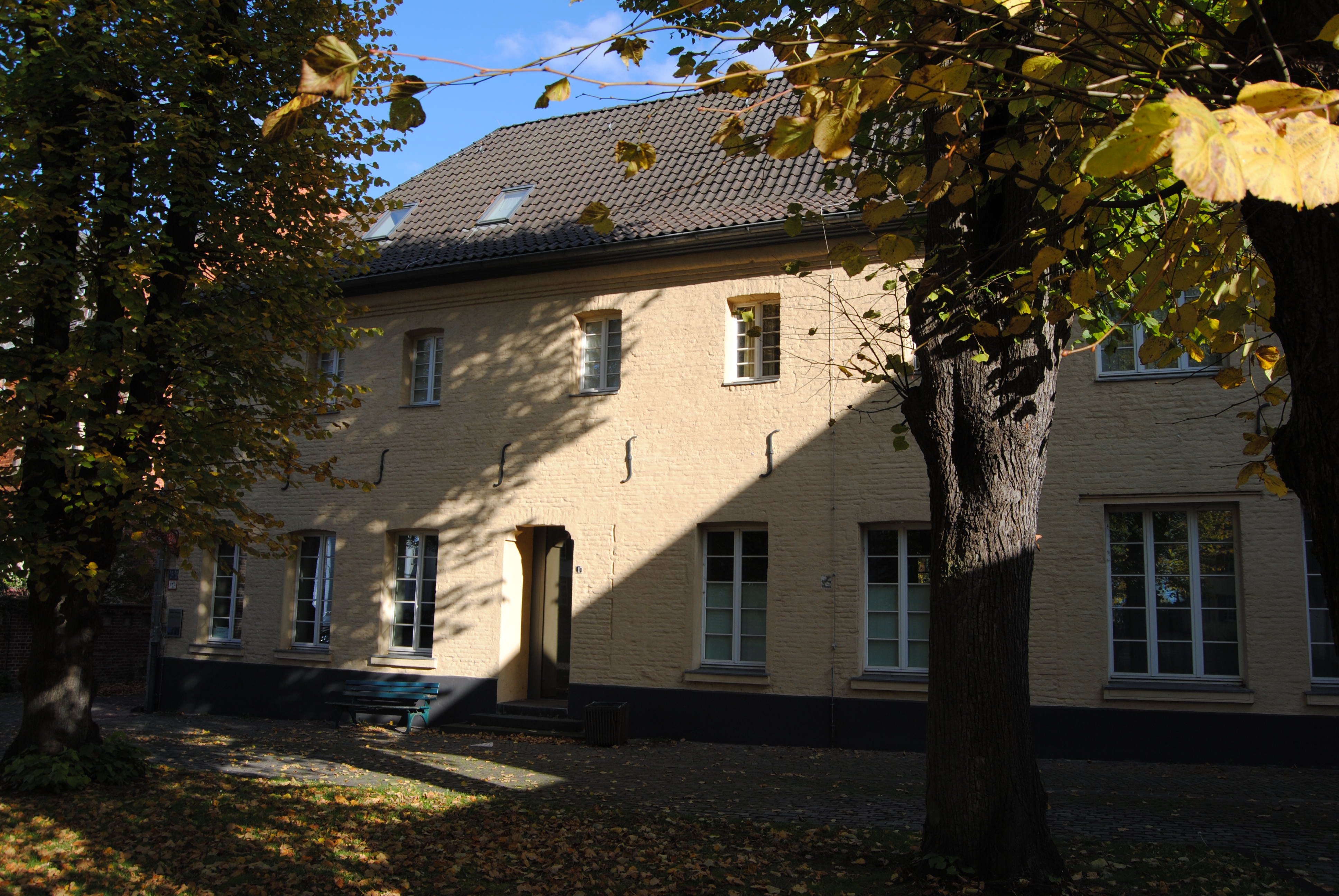
舒伯特史蒂夫特廣場1號（德语：Suitbertus-Stiftsplatz 1）
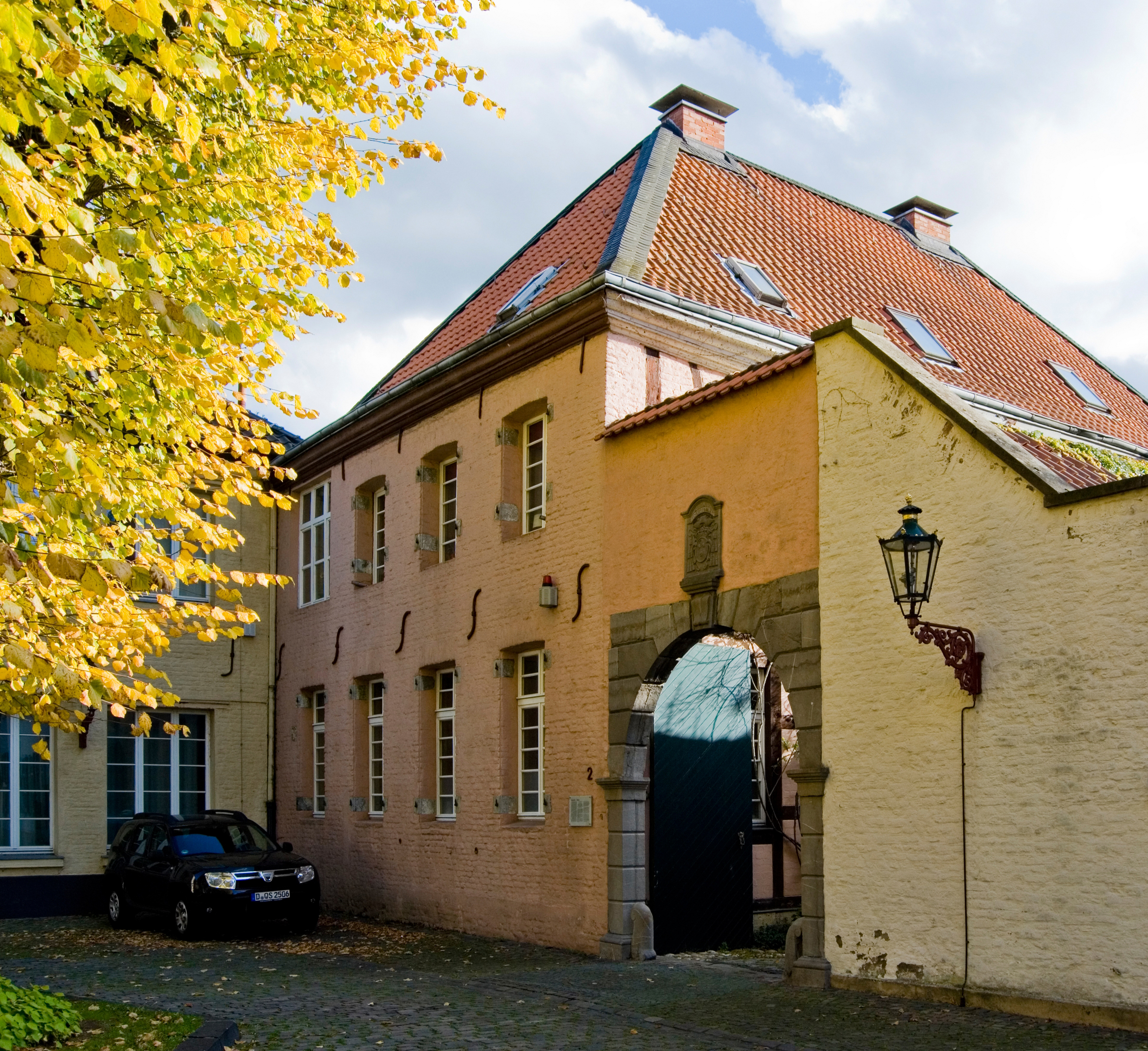
舒伯特史蒂夫特廣場2號（德语：Degodehaus (Düsseldorf)）
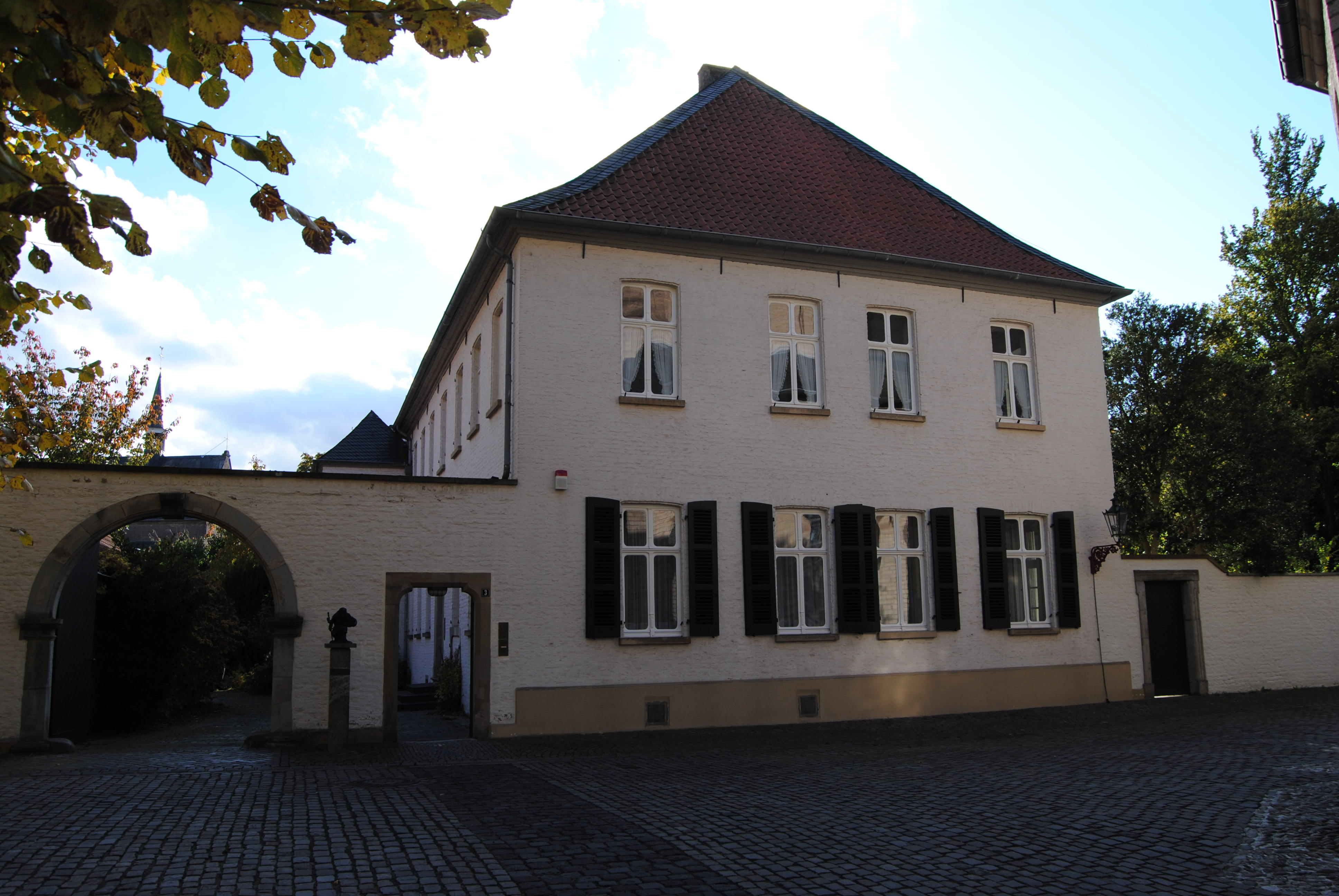
舒伯特史蒂夫特廣場3號（德语：Suitbertus-Stiftsplatz 3）
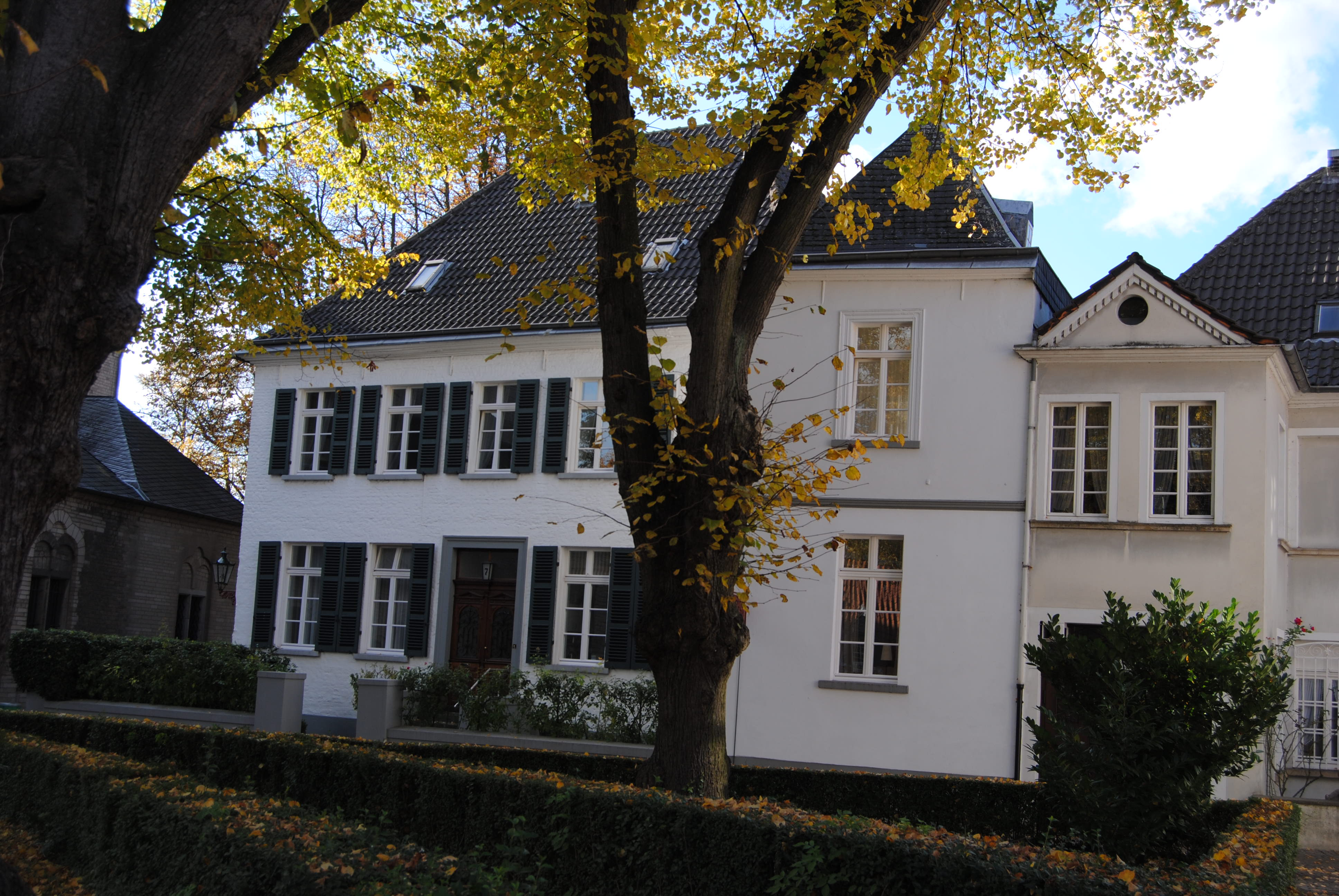
舒伯特史蒂夫特廣場7號（德语：Suitbertus-Stiftsplatz 7）
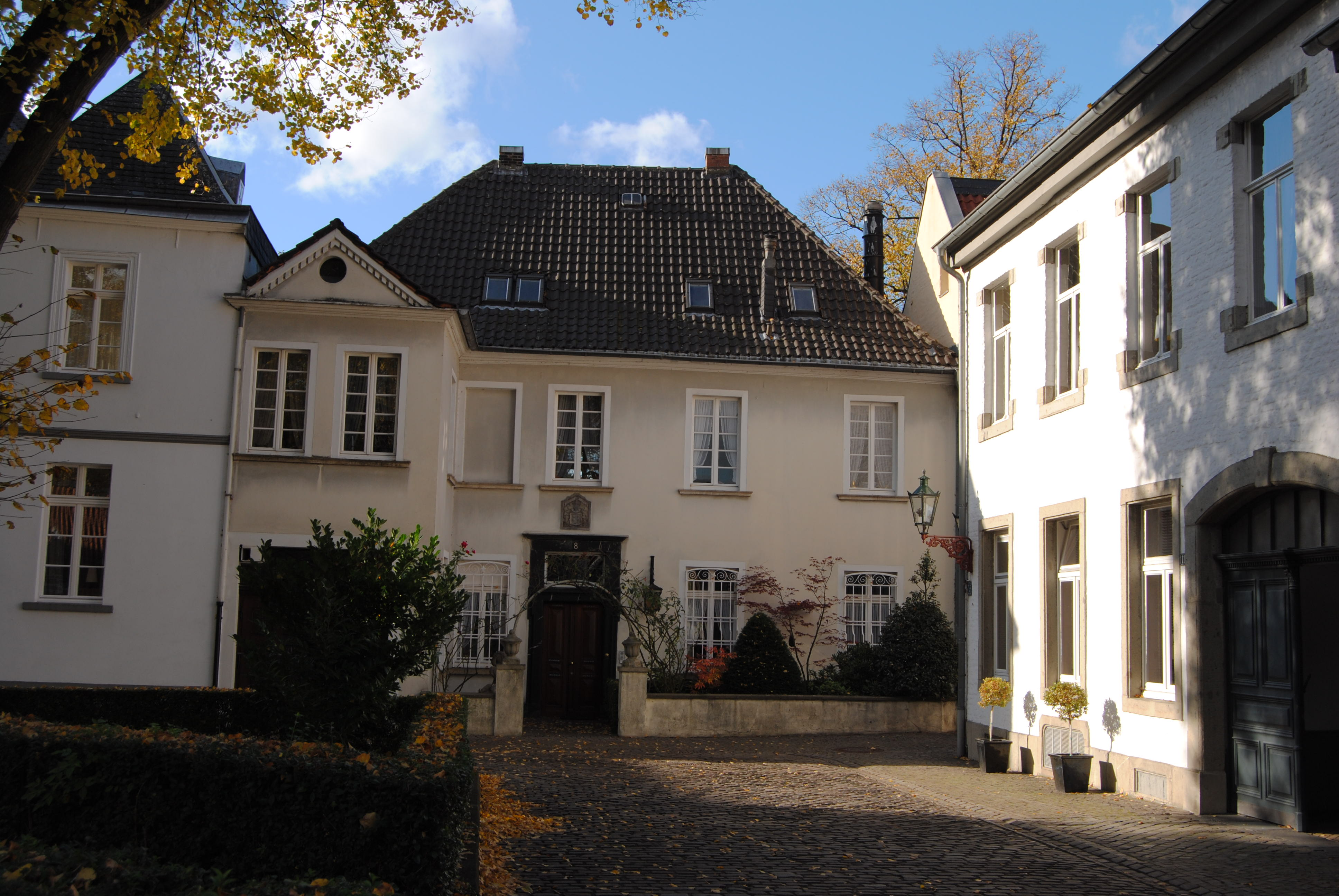
舒伯特史蒂夫特廣場8號（德语：Suitbertus-Stiftsplatz 8）
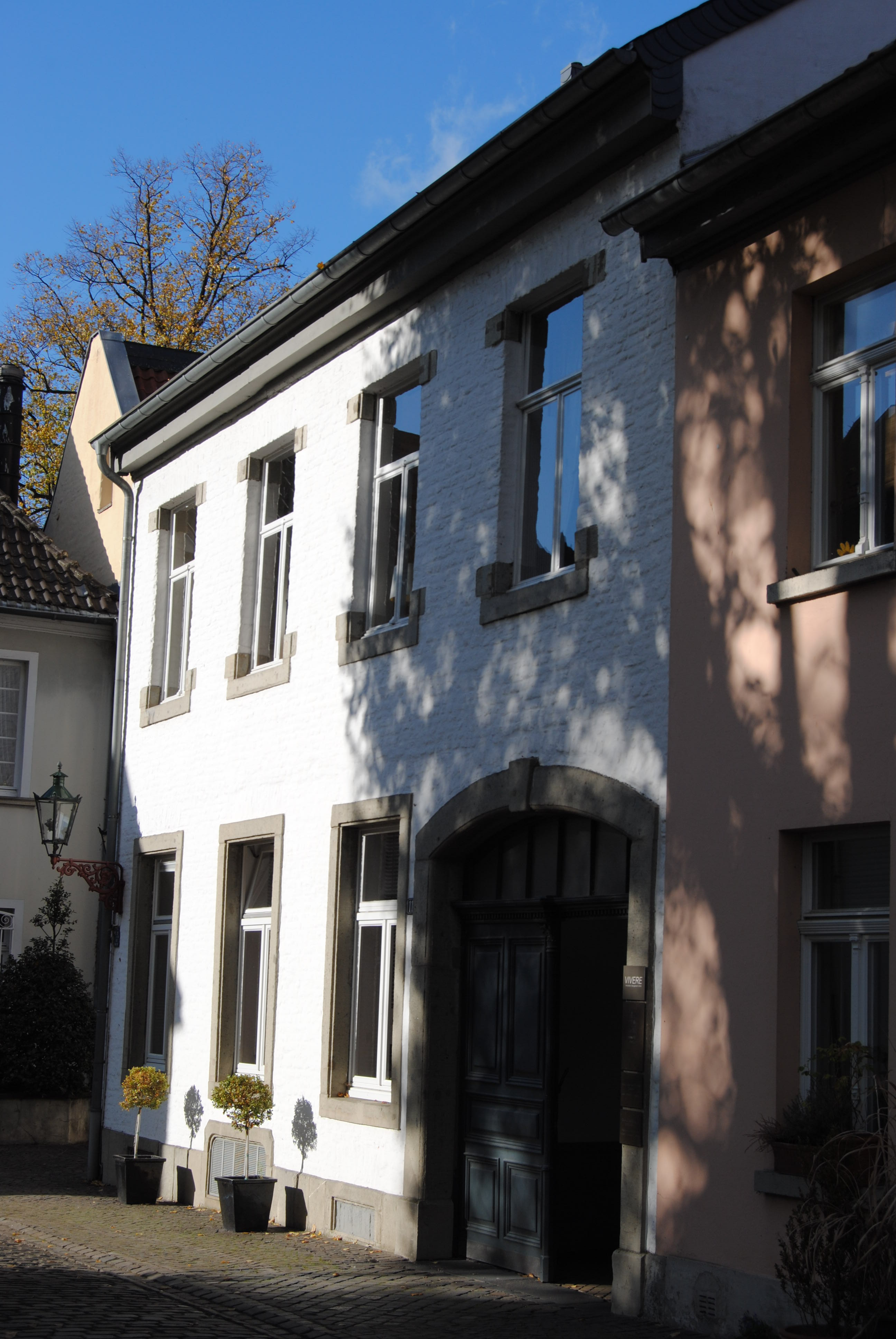
舒伯特史蒂夫特廣場11號
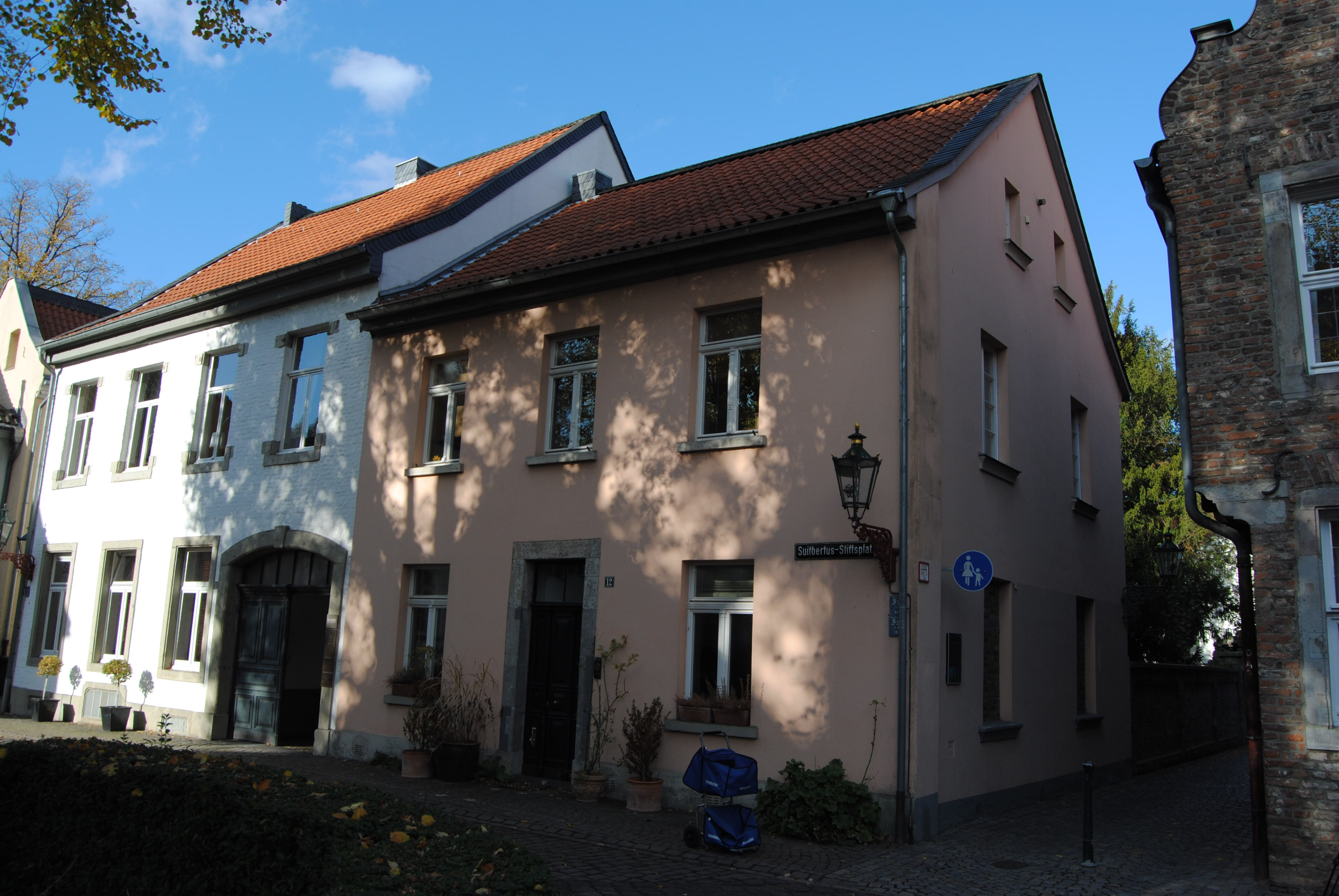
舒伯特史蒂夫特廣場12號
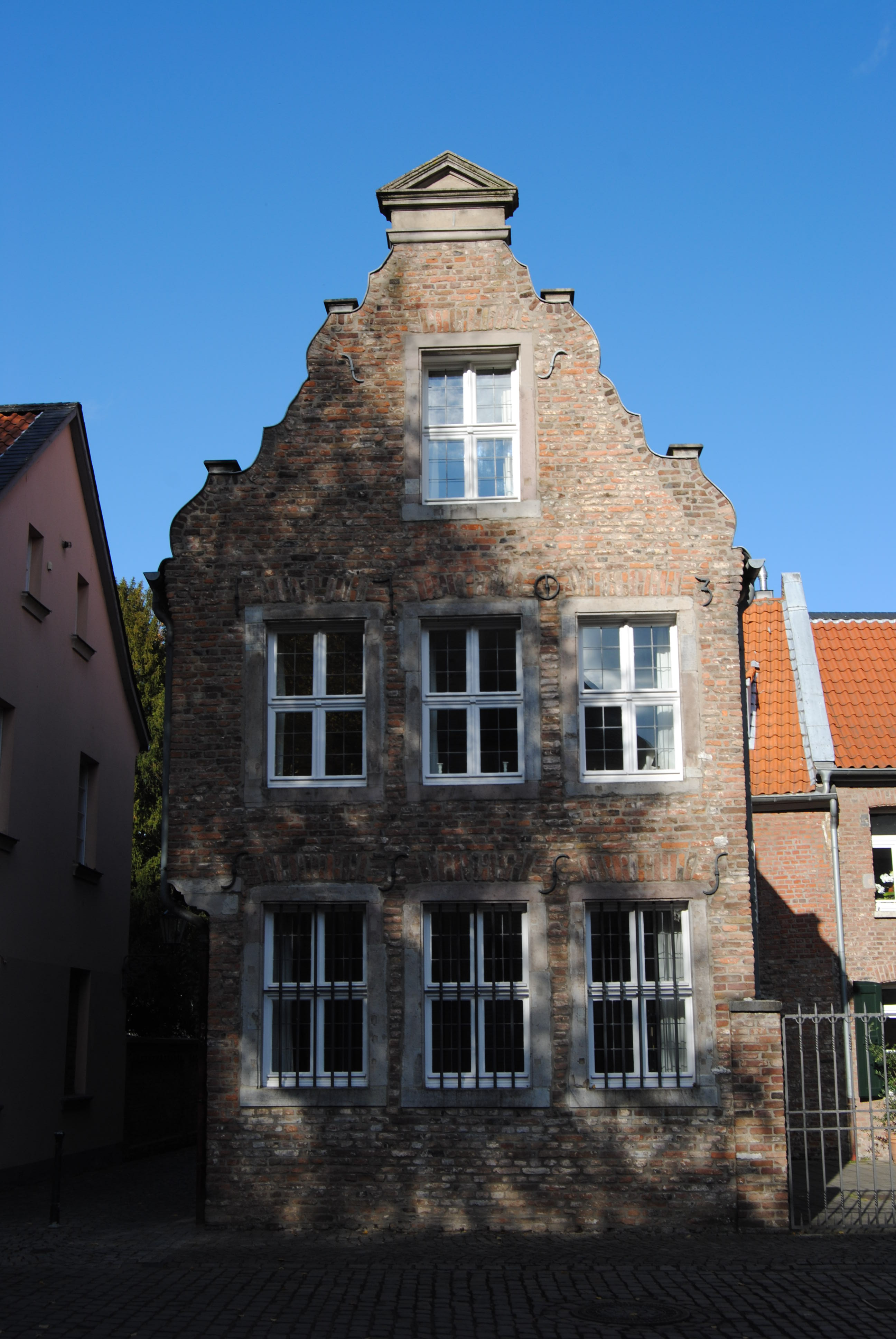
舒伯特史蒂夫特廣場14號（德语：Suitbertus-Stiftsplatz 14）
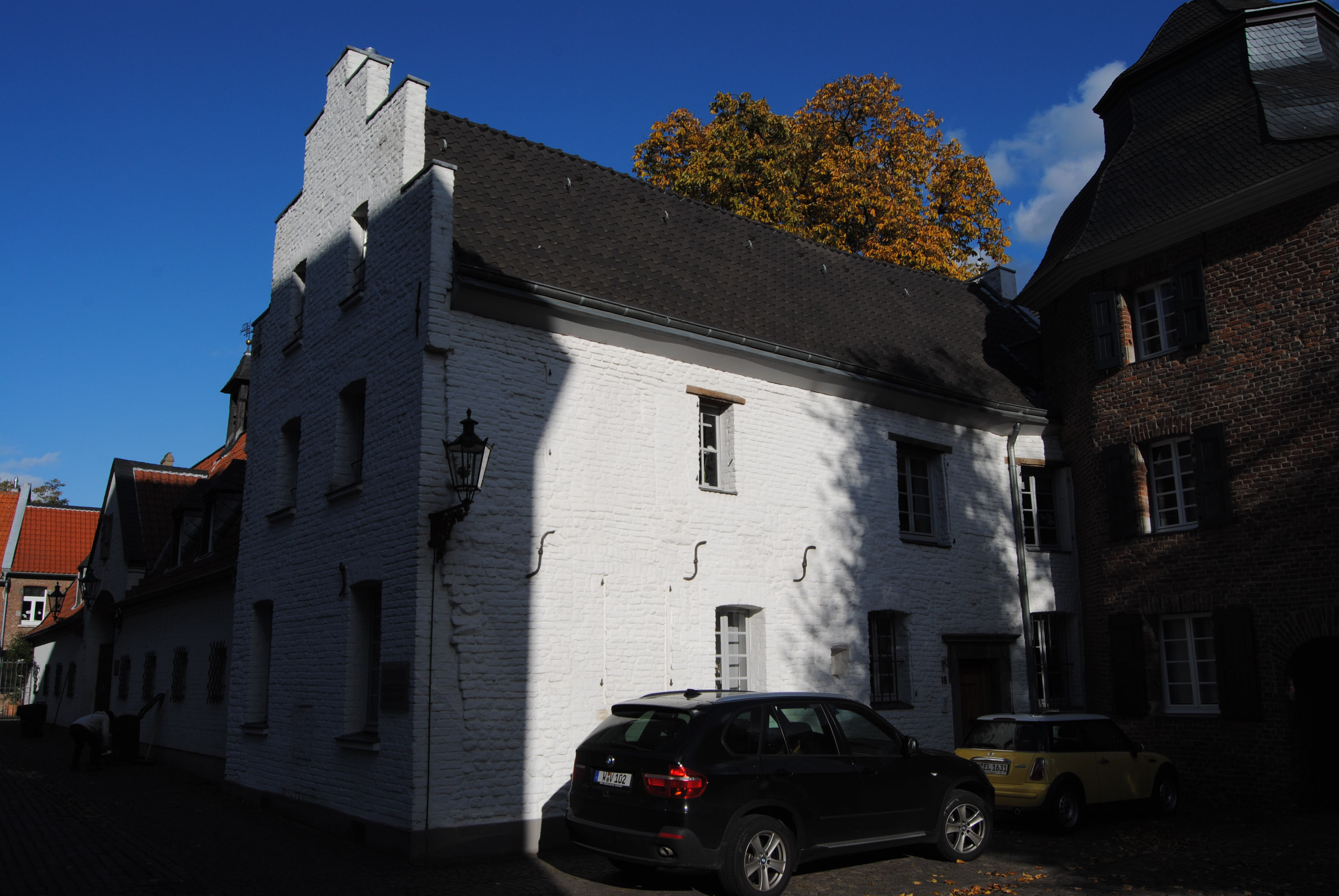
舒伯特史蒂夫特廣場18號
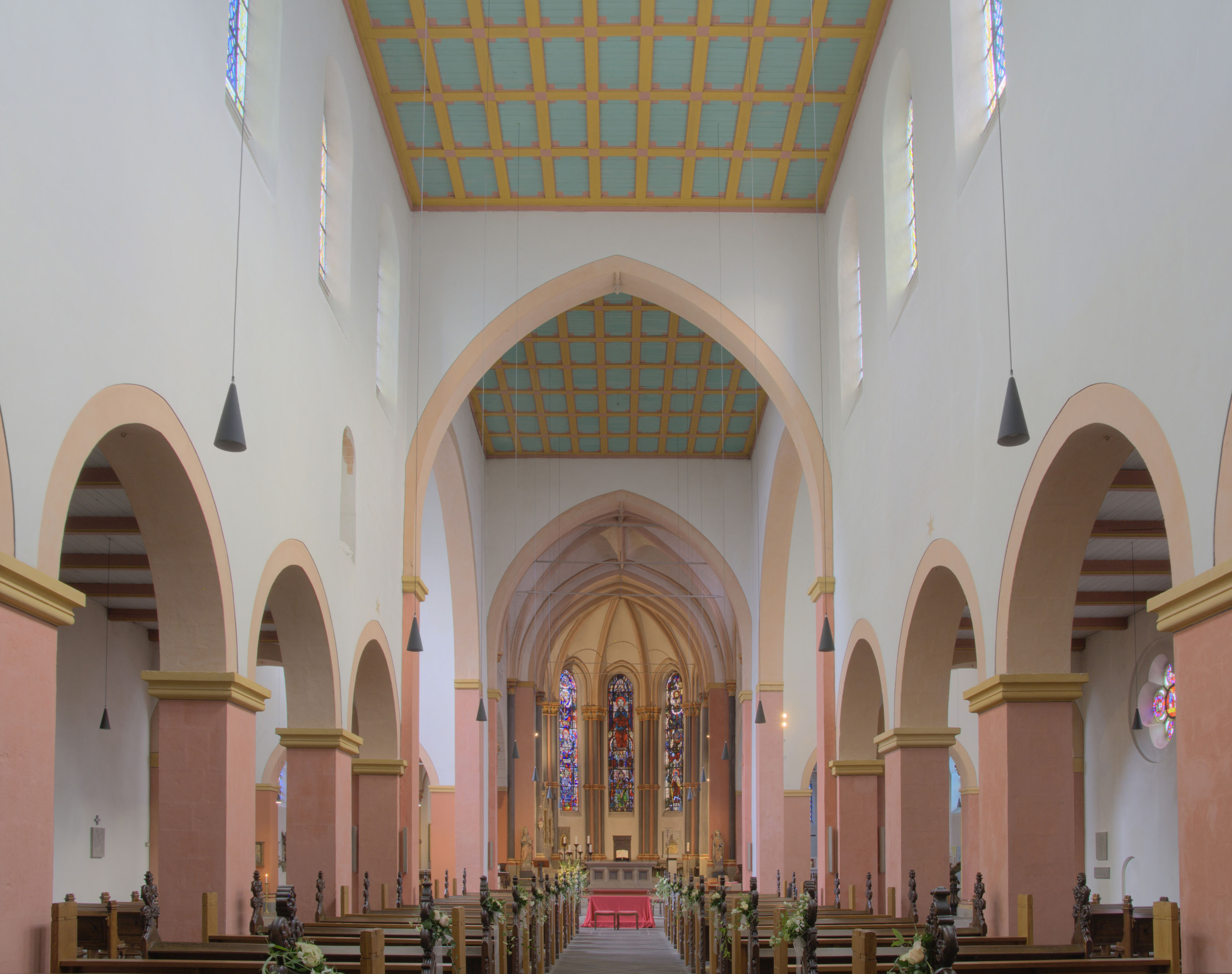
聖舒伯特教堂（德语：St. Suitbertus (Düsseldorf-Kaiserswerth)）內部
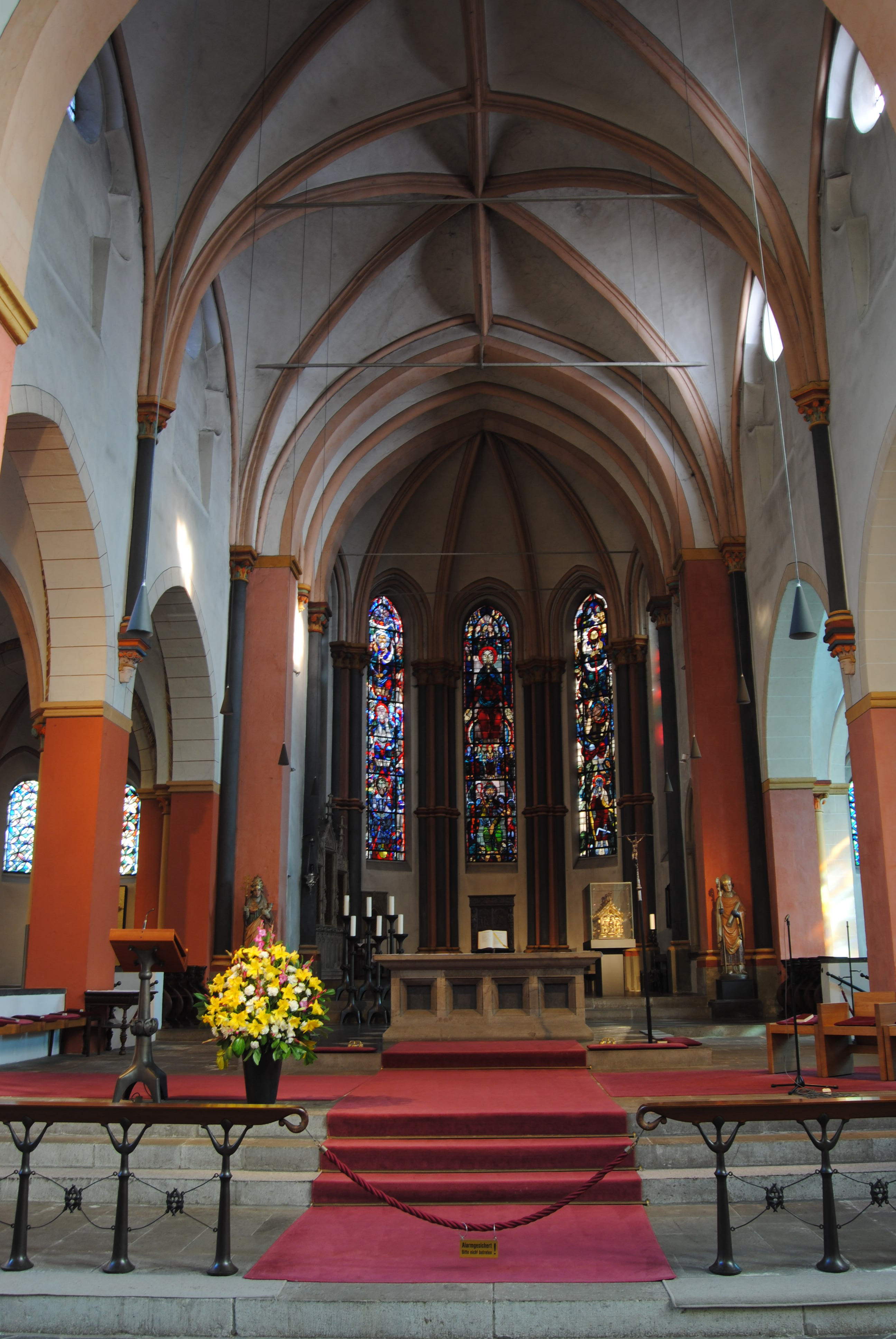
聖舒伯特教堂（德语：St. Suitbertus (Düsseldorf-Kaiserswerth)）內部
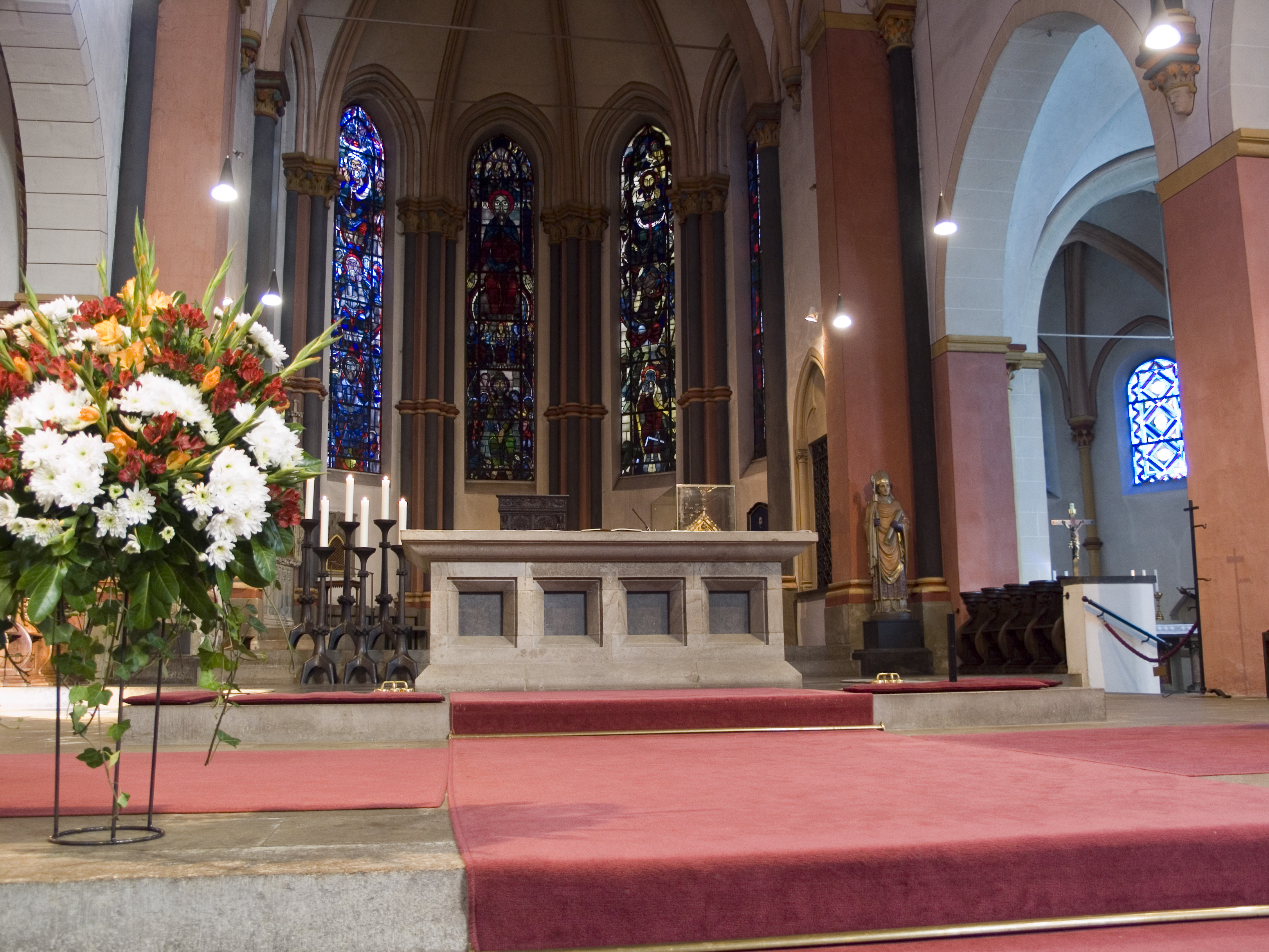
聖舒伯特教堂（德语：St. Suitbertus (Düsseldorf-Kaiserswerth)）內部